# Yes or No ?

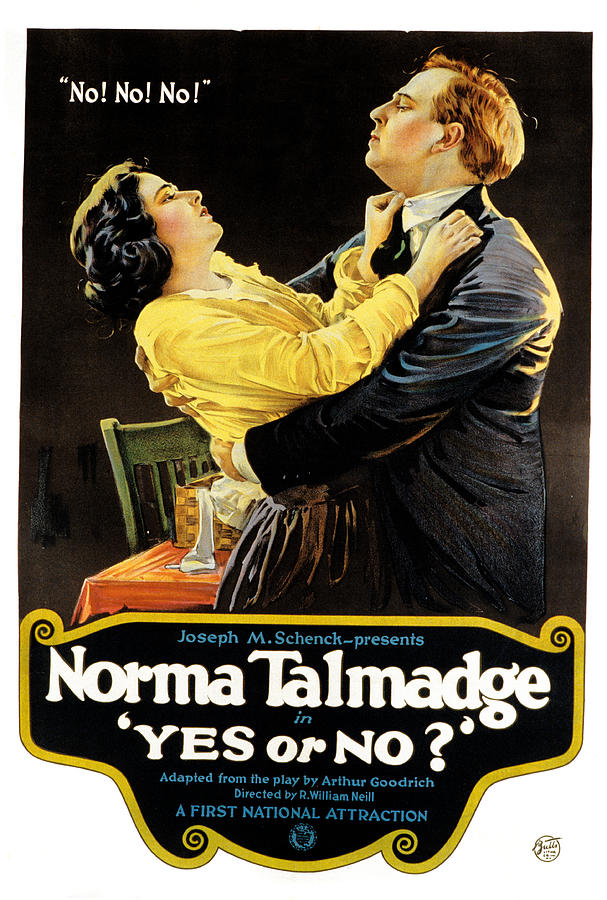
Affiche du film.

Pour l’article homonyme, voir Yes or No.
Yes or No ? est un film américain réalisé par Roy William Neill, sorti en 1920. Il est coproduit par Norma Talmadge, qui y tient un double rôle, celui d'une femme riche et d'une femme pauvre.

## Synopsis
Un mari absorbé par son travail expose sa femme à la cour d'un séducteur, à qui la femme dira probablement « oui » si le mari est riche, et « non » s'il est pauvre ; de plus, la femme riche qui recherche l'amour connaîtra sûrement une mauvaise fin, comme le suicide, tandis que la femme pauvre qui travaille fidèlement à la maison et ne cèdera pas à la tentation, vivra pour profiter de la santé, de la richesse et du bonheur, même si son mari atteint soudainement le succès.

## Fiche technique
- Réalisation : Roy William Neill
- Scénario : Mary Murillo d'après la pièce Yes or No d'Arthur Goodrich[2]
- Producteurs : Norma Talmadge et Joseph Schenck
- Photographie : 	Ernest Haller
- Production : Norma Talmadge Film Corporation
- Distributeur : First National
- Durée : 72 minutes
- Date de sortie : 28 juin 1920

## Distribution

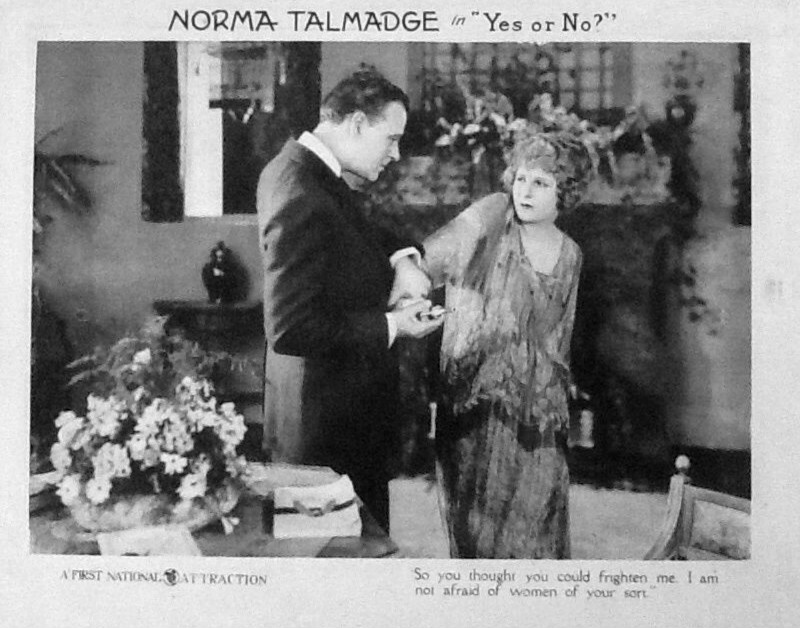
Carte promotionnelle du film.

- Norma Talmadge : Margaret Vane / Minnie Berry
- Frederick Burton : Donald Vane
- Lowell Sherman : Paul Derreck
- Lionel Adams : Dr. Malloy
- Rockliffe Fellowes : Jack Berry
- Natalie Talmadge : Emma Martin
- Edward Brophy : Tom Martin
- Dudley Clements : Horace Hooker
- Gladden James : Ted Leach

## Analyse
Le film utilise des flashbacks afin d'alterner entre les scènes concernant la femme riche et la femme pauvre.